# غريغ غينز
غريغ غينز (بالإنجليزية: Greg Gaines)‏ هو لاعب كرة قدم أمريكية أمريكي، ولد في 16 أكتوبر 1958 في مارتينسفيل في الولايات المتحدة.